# روستر تيث
روستر تيث (بالإنجليزية: Rooster Teeth)‏ هي شركة إنتاج أمريكية تقع في أوستن، تكساس ولوس أنجلوس، كاليفورنيا، تعمل في إنتاج مشينما (الأفلام التي تم إنشاؤها في بيئة ألعاب الفيديو) تأسست في 1 أبريل 2003.

## وصلات خارجية
- أسنان الديك على موقع IMDb (الإنجليزية)
- الموقع الرسمي